# アメリカドクトカゲ
アメリカドクトカゲ（Heloderma suspectum）は、爬虫綱有鱗目ドクトカゲ科ドクトカゲ属に分類されるトカゲ。別名ヒラモンスター。

## 分布
アメリカ合衆国南西部、メキシコ北西部
英名Gila monsterは「ヒラ川の怪物」の意。
H. s. suspectum アミメアメリカドクトカゲ
アメリカ合衆国（アリゾナ州南部、ニューメキシコ州南西部）、メキシコ（ソノラ州）。
H. s. cinctum オビアメリカドクトカゲ
アメリカ合衆国（アリゾナ州西部、カリフォルニア州南西部、ネバダ州南東部、ユタ州南西部）、メキシコ（ソノラ州の一部）。

## 形態
全長23-35センチメートル、最大で50センチメートル以上に達する。頭胴長22-35センチメートル。尾は短く頭胴長の55%以下で、栄養状態の悪い個体でない限り太い。体色はピンクや橙で、暗褐色の横帯が入る。横帯にピンクや橙の斑紋が入る個体もいる。
H. s. suspectum アミメアメリカドクトカゲ
横帯に斑紋が入って不明瞭になり、不定形な斑紋や眼状斑に見える。
H. s. cinctum オビアメリカドクトカゲ
地色の部分が明瞭な横帯になる。

### 毒
噛まれると激しい痛みや患部の腫れ、浮腫、眩暈、吐き気、重篤な例では心臓への異常、アナフィラキシーショックなどの症状が出るが、健康な成人の場合は噛まれても死に至ることは稀とされる。

## 分類
背面の模様により亜種が区別されているが分布域の境界では中間的な個体も見られ、生化学的解析でも亜種の有効性を疑う説もある。
- Heloderma suspectum suspectum Cope, 1867 アミメアメリカドクトカゲ Reticulated gila monster
- Heloderma suspectum cinctum Bogert & Martên Del Campo, 1956 オビアメリカドクトカゲ Banded gila monster

## 生態
砂漠や荒地、草原、乾燥した森林などに生息する。地表棲だが、高木に登ることもある。主に薄暮時に活動する。昼間は岩の隙間や地中などで休むが、冬季や早春の晴天時には昼間に活動することもある。危険を感じると口を開け、噴気音をあげて威嚇する。突発的に素早く動くこともできる。
食性は動物食で、爬虫類の卵、鳥類の卵や雛、小型哺乳類などを食べる。
繁殖形態は卵生。夏季に交尾し、秋季から冬季にかけてに1回に3-5個の卵を産む。

## 人間との関係
マリコバ族などの原住民の間では獲物や外敵に毒息を吹きかけ殺す怪物として恐れられていた。
過去にはペット用の乱獲によって生息数が減少し、生息環境の悪化も懸念されている。多くの生息地では野生個体は保護の対象とされている。
ペットとして飼育されることもあり、日本にも輸入されている。2006年に動物愛護法により特定動物に指定されたため、日本で本種を飼育するには自治体から飼養・保管許可を受けなければならず、獣医師によるマイクロチップの埋め込み等も必要である。また、2020年６月からは、愛玩飼養は禁止された。取扱いには細心の注意を払い、革手袋を着用して絶対に素手で扱わないなどの安全対策を怠らないようにする。
唾液に含まれる分泌物（Exendin-4）は2型糖尿病の治療薬であるGLP-1受容体作動薬（エキセナチド KEGG D04121）として用いられている。
1959年に『ジャイアント・ヒラ・モンスター(邦題:大蜥蜴の怪)』というカルト・フィルムが作られた(本作で出ているのはメキシコドクトカゲの方である)

## 画像

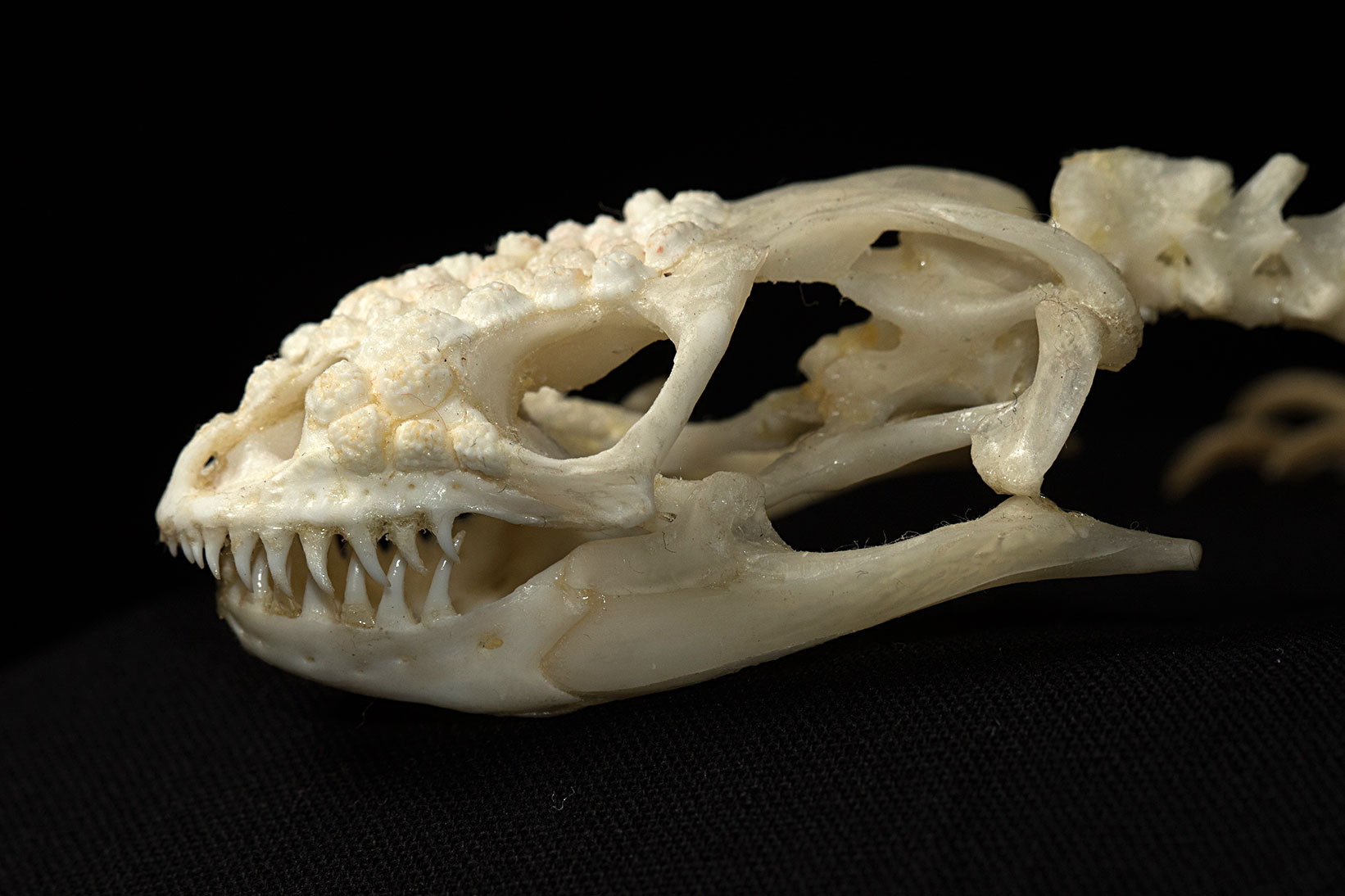
アメリカドクトカゲの頭骨